# Julianus Wagemans
Julianus Wagemans (ur. 4 sierpnia 1890, zm. 2 maja 1965) – belgijski gimnastyk, medalista olimpijski.
W 1920 r. reprezentował barwy Belgii na letnich igrzyskach olimpijskich w Antwerpii, zdobywając srebrny medal w wieloboju drużynowym. Startował również w wieloboju indywidualnym, zajmując 9. miejsce.